# Pseudotectaria biformis
Pseudotectaria biformis är en ormbunkeart som först beskrevs av Georg Heinrich Mettenius, och fick sitt nu gällande namn av Holtt. Pseudotectaria biformis ingår i släktet Pseudotectaria och familjen Tectariaceae. Inga underarter finns listade.